# 65
Cette page concerne l'année 65  du calendrier julien. Pour l'année 65 av. J.-C., voir 65 av. J.-C. Pour le nombre 65, voir 65 (nombre).
L'année 65 est une année commune qui commence un mardi.

## Événements
- Pendant l’hiver 64-65, Lugdunum est détruite à son tour par un violent incendie (Rome l’avait été l'année précédente). Néron envoie une somme de 4 000 000 de sesterces pour aider à reconstruire la ville[1].
- 12[1] ou 19 avril : la conjuration de Pison (Caius Calpurnius Piso) contre Néron est un échec. Ce dernier pousse au suicide le philosophe Sénèque et le poète Lucain, l'un et l'autre compromis[2].
- Été[3] : Néron aurait tué sa femme Poppée enceinte, d’un coup de pied dans le ventre parce qu'elle lui reprochait vertement de passer trop de temps aux jeux[1].

- En Chine, première référence officielle concernant la religion bouddhiste[4].
- Matthias fils de Théophile, devient grand-prêtre de Jérusalem (fin en 67)[5].

## Naissances en 65
- Tiberius Claudius Atticus Herodes, noble grec, sénateur et consul romain.

## Décès en 65
- 12 ou 19 avril : Sénèque se suicide.
- 30 avril : Lucain (Marcus Annaeus Lucanus), poète romain, neveu de Sénèque et compagnon de Néron. (° 3 novembre 39).
- Avril : Pison (Caius Calpurnius Piso).
- Été : Poppée, épouse de Néron, des suites de complications de sa grossesse.